# Re burlone
Re burlone è un film italiano del 1935 diretto da Enrico Guazzoni.
Tratto dalla commedia Il re burlone di Gerolamo Rovetta, fu adattato per lo schermo da Lucio D'Ambra con la sceneggiatura di Guglielmo Giannini. Il cast, ragguardevole, include tra gli altri Falconi, Cimara, la Ferida, la Denis e la piccola Bonansea.

## Trama
Napoli. Una giovane ragazza scopre di essere la figlia di un uomo giustiziato per le sue idee politiche. Decide di conseguenza di formare un gruppo di cospiratori, per rapire re Ferdinando II delle Due Sicilie, metterlo di fronte alle sue responsabilità e convincerlo a promulgare la Costituzione.
Il tentativo viene sventato, i due maggiori colpevoli messi in prigione. Ma il Re burlone fa evadere i due cospiratori assieme alla ragazza per farli rifugiare nello Stato Pontificio.

## La critica
Enrico Roma su "Cinema Illustrazione" del 18 dicembre 1935 scrisse «Enrico Guazzoni ha ritrovato sé stesso, forse aggiungendo alle sue antiche e limpide qualità, che delle ricostruzioni storiche si sono avvantaggiate sempre. Re burlone è un film che all'armonia e alla bellezza del quadro (molte scene sono state girate nelle regge napoletane acquistando un'insolita credibilità), accoppia i pregi di un ingegnoso e divertente scenario e di ottima esecuzione. Molte sono le idee e le trovate originali innestate dai riduttori all'argomento e sono forse le più felici come nell'episodio dell'inaugurazione della prima ferrovia per Caserta. L'interpretazione degna di ogni elogio da parte soprattutto di Armando Falconi.»